# Información Geográfica Digital
Información Geográfica Digital –con acrónimo IGD– es aquella que, en razón de valores numéricos, permite representar los objetos que conforman un lugar geográfico y conocer sus características, siendo un "Sistema de Información Geográfica Digital" aquel que almacena las coordenadas que tienen en el mundo real y definen dichos objetos geográficos, así como sus características, en formato numérico.
Estos objetos geográficos son determinados por puntos, líneas y áreas (polígonos), según unos valores que los delimitan y definen, en un concreto y específico Sistema de Referencia Geográfico - SRG o GRS.

## Historia
Tradicionalmente la Información Geográfica se ha "almacenado" en formato analógico conformando mapas en papel. Este formato tiene varias limitaciones relacionadas con la representación y contenido informacional, dependiendo de la escala, el grado de generalización y el tipo de mapa. En la actualidad, desde los años 80 del siglo XX, la Información Geográfica es tratada y manipulada, al igual que otro tipo de información, en sistemas computacionales.
Los objetos geográficos tienen límites espaciales y una serie de atributos como, por ejemplo, las parcelas agrícolas, con límites exactos y precisos inspeccionados, topografiados, en el campo junto a atributos, como la propiedad, usos actual, uso permitido, valor impositivo, etcétera, que se aplica de modo uniforme a la totalidad del objeto.
Puntos, líneas, polígonos (áreas) delimitan estos objetos geográficos en un Sistema de Referencia Geográfico definido y absoluto, estando las líneas compuestas por puntos con coordenadas exactas en ese SRG definido; a su vez, estas líneas conforman los polígonos, las áreas que determinan el objeto geográfico.
La delineación espacial de tales fenómenos geográficos, junto con la información sobre ellos, constituyen la Información Geográfica Digital, una IGD en forma de coordenadas del mundo real y sus atributos almacenada en formato numérico en un Sistema de Información Geográfica Digital.

## Representación
La Información Geográfica Digital (IGD - DGI) incluye las siguientes representaciones digitales:
1. Elevación y profundidad (altimetría y batimetría);
2. Geometría de objetos geográficos e información sobre sus características;
3. Información sobre la apariencia y estatus de la superficie terrestre y sus característica en el espectro electromagnético; por ejemplo radar, infrarrojos;
4. Información Geográfica Militar junto con otra información auxiliar; y
5. Otra información digital.

## Información Geográfica
Según Goodlchild y la definición usada por OECD, Información Geográfica es:
- información sobre lugares en la superficie de la Tierra
- conocimiento acerca de dónde se encuentra algo
- conocimiento acerca de qué hay en una ubicación determinada